# Louis Dutens
Pour les articles homonymes, voir Dutens.
Louis Dutens, né à Tours le 15 janvier 1730 et mort à Londres le 23 mai 1812, est un écrivain, philologue et numismate français, historiographe du roi de Grande-Bretagne. « Grand voyageur, il a contribué à répandre ce « cosmopolitisme » qui est un des caractères essentiels de la littérature et des mœurs dans la deuxième moitié du XVIIIe siècle. »

## Biographie
Né de parents calvinistes, fils d'un orfèvre tourangeau, il quitte la France à cause de ses opinions religieuses et se réfugie à Londres, où son oncle est joaillier, et trouve un emploi de tuteur. Il étudie les mathématiques et les langues orientales, apprend le grec, l'italien et l'espagnol.
En 1758, il devient aumônier dans le clergé anglican et secrétaire du ministre britannique Stuart-Mackenzie. En 1758, il est ambassadeur à Turin, où il est nommé chargé d'affaires de la Grande-Bretagne en 1760.
Il s'attache au duc de Northumberland et voyage en Europe en compagnie de son fils, Lord Algernon Percy.
Il séjourne à Paris en 1774-1775 et se rend à La Rochelle où les notables protestants de la ville le mandatent pour défendre les intérêts de leurs coreligionnaires. Il remet un "Mémoire en faveur des protestants de France" à Malesherbes le 28 novembre 1775.
De retour à Londres, il devient tuteur du fils du duc de Northumberland et, en 1775, membre associé de l'Académie des inscriptions et belles-lettres et membre de la Royal Society de Londres.
Son neveu est Joseph-Michel Dutens.

## Ouvrages

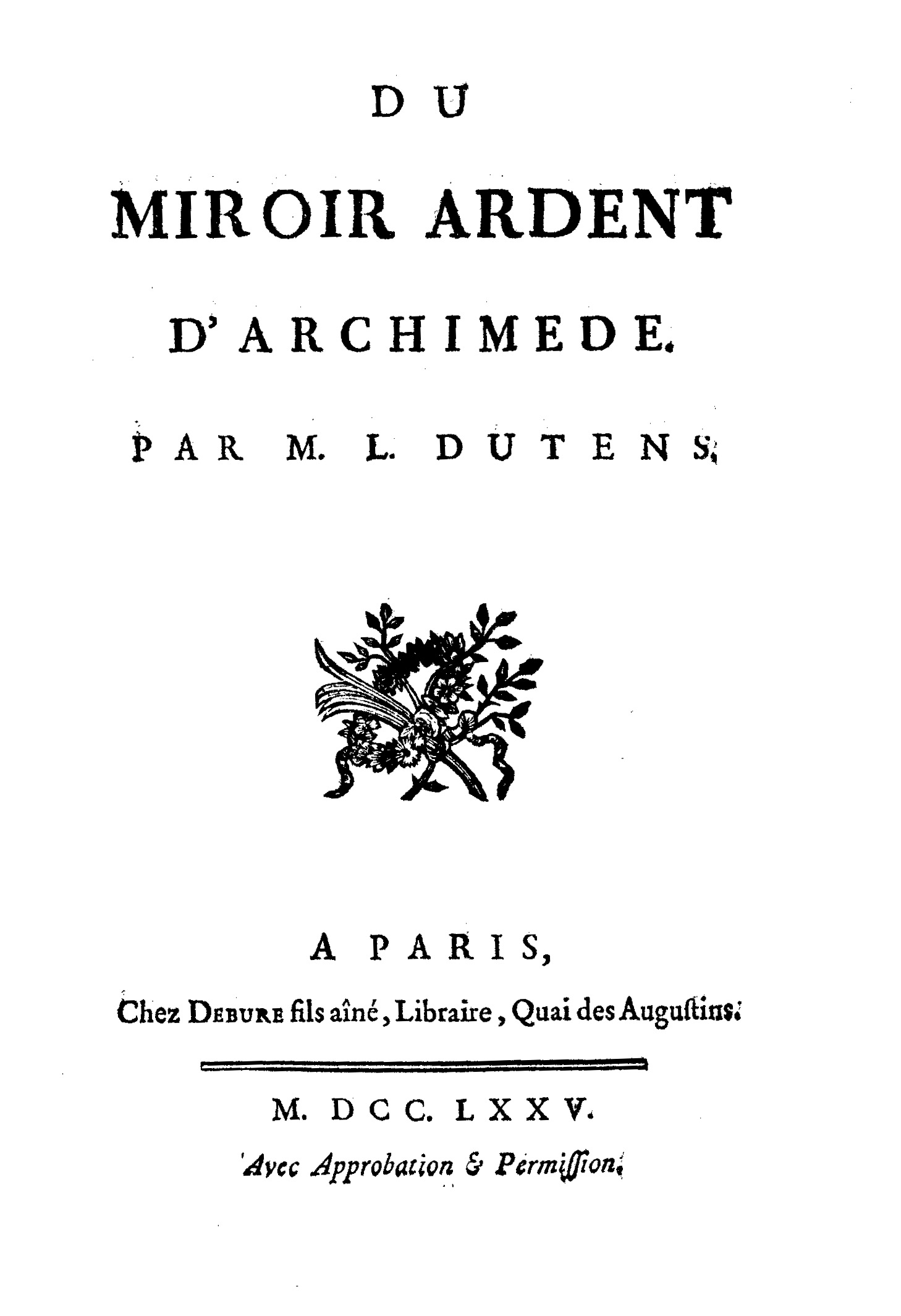
Du miroir ardent d'Archimede, 1775

- 1766 : Recherches sur l'origine des découvertes attribuées aux modernes : où l'on démontre que nos plus célèbres philosophes ont puisé la plupart de leurs connaissances dans les ouvrages des anciens et que plusieurs vérités importantes sur la religion ont été connues des sages du paganisme. (2 vol.) ;
- 1768 : Gothofridi Guillemi Leibnitii opera omnia, 6 vol. (édition des œuvres de Gottfried Wilhelm Leibniz) ;
- 1769 : Le Tocsin ;
- 1773 : Explication de quelques médailles de peuples, de villes, et de rois grecques et phéniciennes ;
- 1774 : Explication de quelques médailles phéniciennes du cabinet de M. Duane ;
- 1775 : Du miroir ardent d'Archimède ;
- 1776 : Des pierres précieuses et des pierres fines, avec les moyens de les connaître et de les évaluer ;
- 1784 : Itinéraire des routes les plus fréquentées, ou Journal d’un voyage aux villes principales de l’Europe depuis 1768 jusqu'en 1783 ;
- 1784 : Œuvres mêlées; à Genève chez Bonnant. Cet ouvrage contient notamment les Lettres à Monsieur D…. B… sur la réfutation du livre de l’"Esprit d’Helvétius" par J. J. Rousseau, avec quelques lettres de ces deux auteurs (1779) ; il reprend également l'importante étude de 1776" Des pierres précieuses et des pierres fines, avec les moyens de les connaître et de les évaluer "
- 1787 : L'Ami des étrangers qui voyagent en Angleterre à Londres. Réédité en 1792 sous le titre Le Guide moral, physique et politique des étrangers qui voyagent en Angleterre ;
- 1787 : Court examen de l'état politique de la Grande-Bretagne au commencement de l'année 1787. Traduction de A Short History of the Political State of Great Britain de N.W. Wraxall ;
- 1789 : Correspondance interceptée, chez Claude Simon, Libraire, rue de Hautefeuille, Paris ;
- 1806 : Mémoires d'un voyageur qui se repose ; contenant des anecdotes historiques, politiques et littéraires, relatives à plusieurs des principaux personnages du siècle. (3 vol.) Dans les deux premiers volumes, il fait un récit, dans un style très romanesque, de sa vie jusqu'en 1789 et dans le troisième volume, Mémoires d'un voyageur qui se repose : Dutensiana, rassemble un certain nombre de réflexions, d'anecdotes et de bon mots. L'auteur fait le portrait de personnalités qu'il a fréquentées et avec lesquelles il a entretenu des relations amicales : le duc de Northumberland, lord Bute, lord Walsingham, lord Stuart-Mackenzie, Voltaire, le duc de Choiseul, et Madame du Barry.